# Fridsta
Fridsta är en bebyggelse i Mosjö socken i Örebro kommun i Närke. SCB avgränsar här från 2020 en småort.